# Abutilon Island
Abutilon Island ist eine kleine unbewohnte Insel im Indischen Ozean vor der Küste des australischen Bundesstaats Western Australia. Sie ist die südlichste Insel des Lowendal-Archipels und liegt 66 Kilometer vom australischen Festland entfernt. 
Sie ist 1160 Meter lang, 400 Meter breit und fünf Meter hoch. Die nächstgelegene Insel ist das 130 Meter nördlich gelegene und deutlich größere Varanus Island. Die übrigen Inseln des Lowendal-Archipels, darunter Bridled Island, liegen weiter nordwestlich.